# Seiseki Abe
Seiseki Abe (阿部醒石 Abe Seiseki?) (1915, Osaka, Japón, 18 de mayo de 2011) es un famoso maestro de shodō y aikidō quien tuvo una relación única con el fundador Morihei Ueshiba, siendo su estudiante en aikido y su profesor en caligrafía.

## Primeros años
Su padre le enseñó caligrafía a partir de 1934 y se convirtió en un maestro shodo en 1948, enseñando en Osaka. Estuvo en una crisis espiritual en sus primeros años como profesor, empezó a practicar misogi con Kenzo Futaki, director de Misogi no Renseikai ("Misogi Training Society"), que se cree que fue alumno de Morihei Ueshiba. Futaki le recomendó practicar aikido.

## Seiseki Abe y Morihei Ueshiba
Abe conoció a Morihei Ueshiba en la inauguración del dojo de Bansen Tanaka en Osaka en 1952 y empezó a practicar inmediatamente. Estaba especialmente fascinado por la respiración usada en el Aikido, llegó a la conclusión de que misogi, shodo y aikido tenían la misma meta, la comprensión delki. Estudió aikido con Ueshiba durante muchos años mientras perfecionaba su técnica shodo. Ueshiba adquirió un gran interés por la caligrafía y un día le pidió a Abe que le enseñara shodo (sobre 1954). Una relación muy especial se creó entre ellos desde 1954 hasta la muerte de Ueshiba, Ueshiba iría regularmente a casa de Abe en Osaka y aprender caligrafía y enseñar aikido en el dojo tradicional que Abe construyó para el al lado de su casa (el Ameno Takemusu Juku Dojo). Abe fue verbalmente reconocido como 10º dan por Ueshiba, sin embargo la Aikikai solo le reconoce como 8º dan.

## Después de la muerte de Ueshiba
Después de la muerte de Ueshiba en 1969, Abe continuó enseñando shodo y aikido en su dojo de Osaka. Ha formado alrededor de 200 shodo's shihan y tuvo casi 3000 alumnos en la región de Kansai así como en Estados Unidos (Nueva York, Los Ángeles) y en Australia. Era un miembro activo en Nitten, la organización de arte más importante en Japón. En el mundo del Aikido, es importante notar que uno de sus alumnos más destacados fue el actor y artista marcial Steven Seagal.